# Bahía de Alofi
La bahía de Alofi es la parte norte de la gran bahía que compone la mayor parte de la costa occidental de la isla de Niue, en el océano Pacífico Sur. Se extiende desde la punta Makapu en el noroeste de la isla, hasta la punta Halagigie en el extremo occidental de la isla. 
La villa más grande de la isla, Alofi, está situada cerca de la costa de la bahía, como también lo están los asentamientos más pequeños de Aliutu y Tufukia.
- Datos: Q1017224